# University of North Carolina at Pembroke
University of North Carolina at Pembroke (informellt UNC Pembroke or UNCP) är ett offentligt amerikanskt indianskt universitet i staden Pembroke i Robeson County, North Carolina.

## Historia

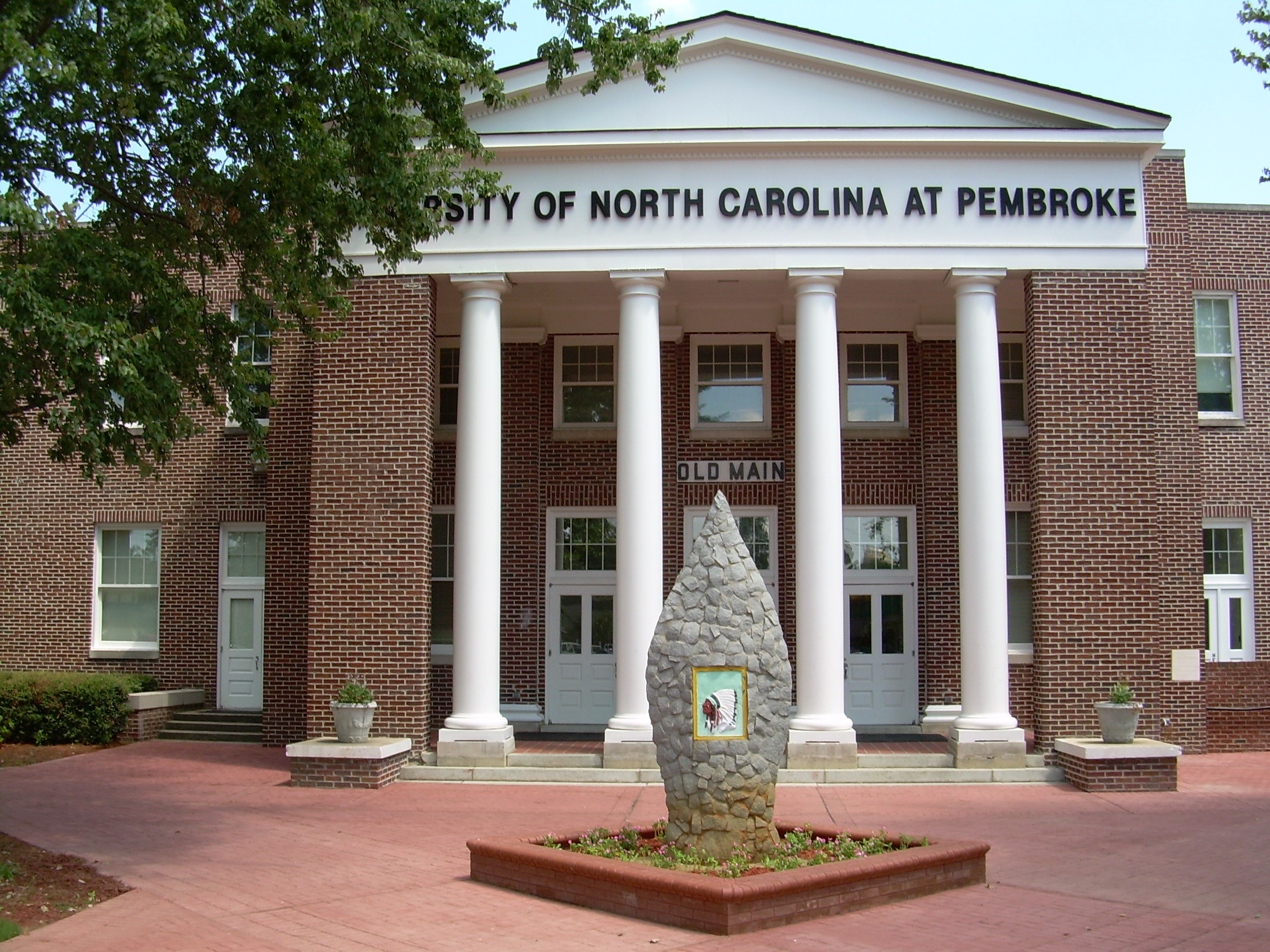
The Old Main är en av de ursprungliga byggnaderna på campus.

Croatan Normal School bildades den 7 mars 1887 efter en lokal hemställan vilket sponsrades av Hamilton McMillian från Robeson County som satt i North Carolina House of Representatives. Femton studenter och en lärare utarbetade det första komplementet. Då målet var att utbilda ursprungs-amerikaner till lärare var intaget begränsat till indianerna i Robeson County.
År 1909 flyttade skolan till dess nuvarande läge, omkring en engelsk mil från dess ursprungliga plats. Namnet ändrades 1911 till Indian Normal School of Robeson County och 1913 ändrades det återigen, denna gång till Cherokee Indian Normal School of Robeson County.
År 1939 ändrades utbildningslängden i skolan till fyra år och ett nytt namn gavs 1941: Pembroke State College for Indians. Det efterföljande åter började skolan att erbjuda kandidatexamen inom andra ämnen än undervisning. Under 1945 öppnades colleget för medlemmar från alla federalt erkända stammar. Ett byte av namn till Pembroke State College år 1949 förvarnade om att vita studenter skulle komma att kunna antas. År 1953 gavs ett godkännande att det var tillåtet att ta in upp till fyrtio procent av den totala mängden inskrivna. Det efterföljande året togs beslut som förbjöd alla rasrestriktioner.
År 1969 blev colleget Pembroke State University, ett regionalt universitet som införlivades i North Carolinas universitetssystem 1972. Det första masterprogrammet infördes 1978. Den 1 juli 1996 blev Pembroke State University University of North Carolina at Pembroke.

### Fotnoter
1. ↑  ”UNC Pembroke > Campus Map”. University of North Carolina at Pembroke. 22 augusti 2007. Arkiverad från originalet den 27 september 2007. https://web.archive.org/web/20070927214928/http://www.uncp.edu/map/statue_hamilton_mcmillian.htm.
2. 1 2  ”UNC Pembroke > About UNCP”. University of North Carolina at Pembroke. 22 augusti 2007. Arkiverad från originalet den 27 september 2007. https://web.archive.org/web/20070927215145/http://www.uncp.edu/uncp/about/history.htm.